# Charlton-on-Otmoor
Charlton-on-Otmoor är en civil parish i Storbritannien.   Den ligger i grevskapet Oxfordshire och riksdelen England, i den södra delen av landet, 80 km nordväst om huvudstaden London.